# Oisans

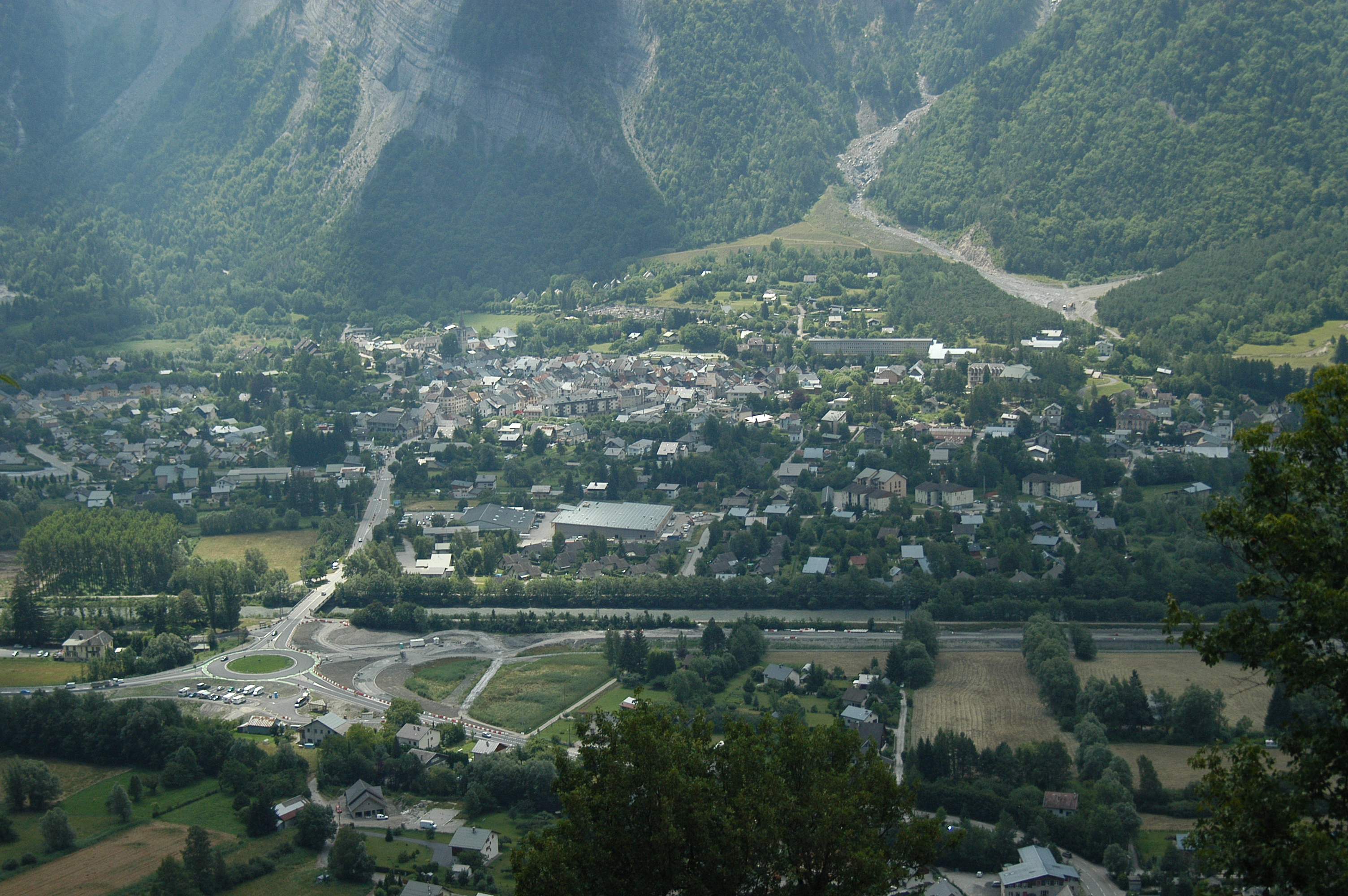
Le Bourg-d'Oisans

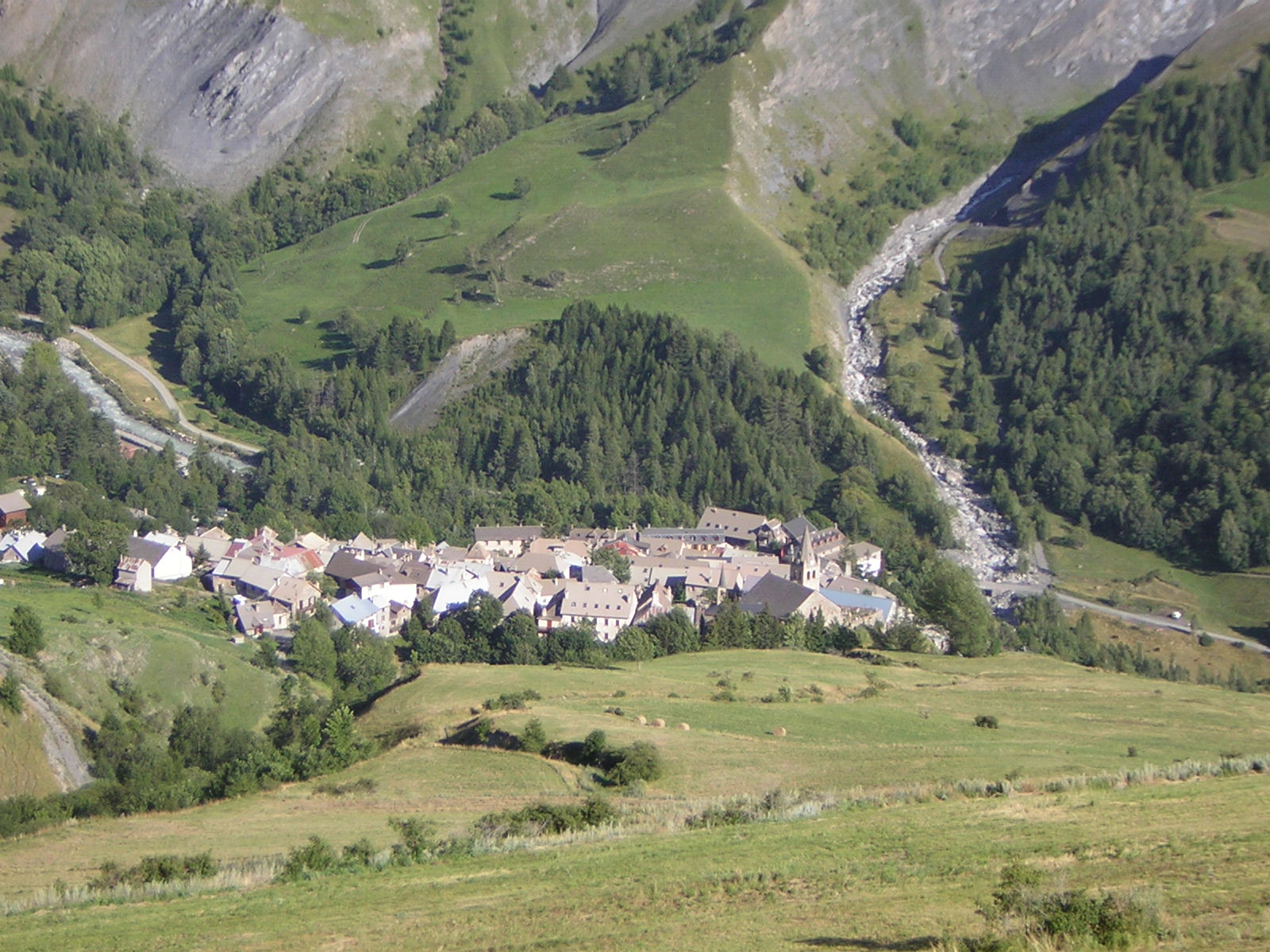
La Grave

L'Oisans is een streek in de Franse Alpen, gelegen in de departementen Isère en Hautes-Alpes en komt overeen met het stroomgebied van de rivier de Romanche en haar zijrivieren de Eau d'Olle, Lignarre, Sarenne, Vénéon en Ferrand. De zes valleien van deze rivieren komen tezamen in Le Bourg-d'Oisans, de belangrijkste stad in de streek.
De geografische afbakening komt bijna exact overeen met de administratieve grenzen van de kantons van Bourg-d'Oisans en La Grave. De Oisans omvat delen van de massieven van Belledonne, Taillefer, Grandes Rousses, Arves en Écrins en bergen als La Meije en Barre des Écrins in het Nationaal park Les Écrins. 
De bergen trekken veel toeristen, zowel in de zomer als in de winter. Het gebied heeft een aantal bekende skioorden als Alpe d'Huez, Les Deux Alpes, Oz-en-Oisans en Vaujany. In de zomer trekt de streek veel wandelaars, bergbeklimmers en wielrenners aan. De Tour de France doet het gebied zeer frequent aan.
De departementale weg 1091, die Grenoble met Briançon verbindt, is de belangrijkste toegangsweg naar dit gebied.

## Plaatsen in de Oisans
- Le Bourg-d'Oisans
- Livet-et-Gavet
- Allemond
- Le Freney-d'Oisans
- Mizoën
- Clavans-en-Haut-Oisans
- Oulles
- Ornon
- Saint-Christophe-en-Oisans
- Besse
- Villard-Notre-Dame
- Villard-Reymond
- Villar-d'Arêne
- Huez
- Vénosc
- La Grave
- Vaujany
- La Garde